# Magama
Magama è una delle aree a governo locale (local government areas) in cui è suddiviso lo stato di Niger, nella Repubblica Federale della Nigeria. Si estende su una superficie di 4.107 km² e conta una popolazione di 181.653 abitanti.